# الأندلسيات (منتجع جزائري)

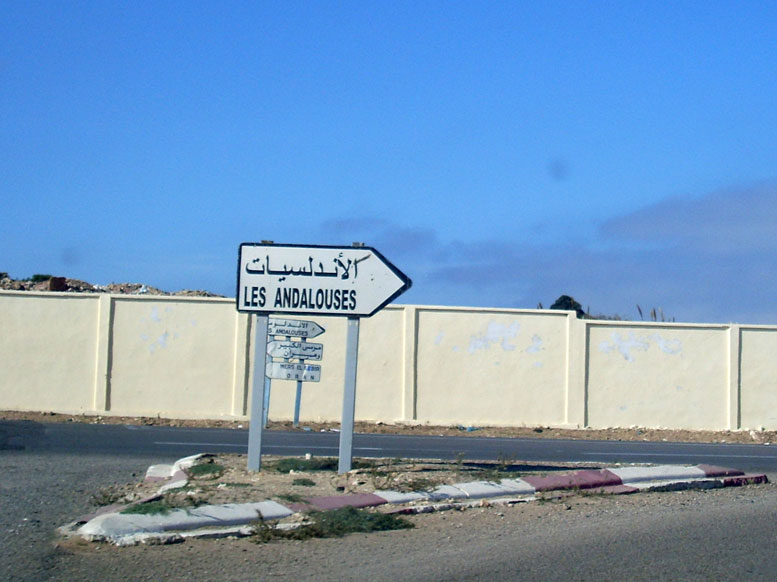
لافتة تشير لاتجاه منتجع الأندليسيات.

الأندلسيات (بالفرنسية: Les Andalouses)‏ هو اسم لمنتجع جزائري يقع 23 كم إلى الشمال الغربي لمدينة وهران. أخد اسمه من الآجئين الأندلسيين الذين حطوا على هذا الشاطئ.
في عهد أفريقيا الرومانية كان هذا المكان هو المركز الساحلي الروماني كاستروم بويروروم (بالإنجليزية: Castrum Puerorum)‏.